# Scaphium affine
L'albero della noce malva (Scaphium affine (Mast.) Pierre) è un albero della famiglia delle Malvacee, originario del sud-est asiatico.

## Descrizione
L'albero cresce fino a un'altezza di 18 - 40 metri. I semi essiccati sono marroni e hanno la parte esterna ruvida.

## Usi
Il suo seme è usato nella medicina tradizionale cinese rimedio contro i "raffreddamenti", per i disturbi gastrointestinali, e per calmare la gola.